# Wahlenbergia subulata
Wahlenbergia subulata är en klockväxtart som först beskrevs av L'hér., och fick sitt nu gällande namn av Thomas G. Lammers. Wahlenbergia subulata ingår i släktet Wahlenbergia och familjen klockväxter. Inga underarter finns listade i Catalogue of Life.